# Rayna Prohme
Rayna Prohme (* 1894 in Chicago; † 21. November 1927) war eine US-amerikanische Journalistin.
Rayna Simons, die Tochter eines erfolgreichen jüdischen Geschäftsmanns, studierte an der University of Illinois, wo sie sich mit Dorothy Day anfreundete. Die beiden sollen sozialistische Novellen gelesen haben und der Sozialistischen Partei Amerikas beigetreten sein. Inspiriert von der russischen Revolution soll sie auch der Kommunistischen Partei der USA beigetreten sein. Ihrer späteren Freundin Milly zufolge, war sie jedoch nie Mitglied einer kommunistischen Partei. 1918 bis 1922 war sie mit Samson Raphaelson verheiratet, mit dem sie nach Berkeley umzog, wo sie den geschiedenen William „Bill“ Prohme kennenlernte, der den Sohn Rupert hatte. Bill arbeitete für William Randolph Hearsts San Francisco Examiner.
Rayna und Bill wurden ein Paar und sie nahm seinen Nachnamen an. Zusammen mit ihrem Schäferhund Dan gingen sie nach China, wo Rayna zunächst für fünf Jahre bleiben wollte, um Material für ihre Dissertation zu sammeln. Als Bill in Peking für den Leader arbeitete, erlitt er einen TBC-Rückfall, was Rayna zwang, sich einen Job zu suchen. Das Paar unterstützte die Kuomintang (Nationale Volkspartei Chinas) und schrieb für deren englischsprachige Zeitung in Wuhan. Sie standen in Verbindung mit Eugene Chen. Ihre Assistentin und Freundin schrieb unter dem Pseudonym Milly Bennett. Sie schlossen sich Michail Markowitsch Borodin an, den Lenin im September 1923 nach China gesandt hatte.
1925 kam ihre Schwester Grace E. Simons mit ihrem Mann Wilbur Burton zunächst nach Peking und dann Shanghai, wo Burton beim neuen China Courier arbeitete.
1926 schrieb Rayna für die Canton Gazette. 1926 traf sie Vincent Sheean, den sie zusammen mit Song Qingling nach Moskau begleitete, wo sie am Lenin Institut studieren wollte. Bei einem Besuch bei Dorothy Thompson wurde sie ohnmächtig und erkrankte in der Folge. Der Arzt fürchtete, sie würde den Verstand verlieren. Mit Anna Louise Strong, die sich um sie kümmern wollte, konnte sie nicht ertragen, in einem Raum zu sein. Sie erlag kurz darauf einer Enzephalitis.
Ihre Schwester, die in China geblieben war, heiratete den aus England stammenden Frank Glass, der die südafrikanische KP mitbegründet hatte, später Trotzkist wurde und 1931 nach Shanghai emigriert war.
Ihr Witwer Bill, der zur Zeit ihres Todes in Manila festsaß, holte ihre Asche in Moskau ab und bestattete sie in Chicago. Nach längerer Krankheit starb er 48-jährig am 21. oder 22. November 1935 in Honolulu.